# Деббі Флінтофф-Кінг
Дебра Лі «Деббі» Флінтофф-Кінг (англ. Debra Lee «Debbie» Flintoff-King; 20 квітня 1960) — австралійська легкоатлетка, що спеціалізувалась з бігу з бар'єрами.
Олімпійська чемпіонка та срібна призерка чемпіонату світу з легкої атлетики. Триразова чемпіонка та чотириразова срібна призерка Ігор Співдружності.
Чемпіонка Австралії з бігу на 400 метрів з бар'єрами (1982—1986, 1988, 1991) та з бігу на 400 метрів (1985—1986).

## Виступи на Олімпіадах
| Олімпіада         | Дисципліна               | Місце |
| ----------------- | ------------------------ | ----- |
| Лос-Анджелес 1984 | біг на 400 м з бар'єрами | 6     |
| Сеул 1988         | біг на 400 м з бар'єрами | 1     |

## Тренерська робота
Після завершення спортивної кар'єри після сезону 1991 року перейшла на тренерську роботу. Виховала низку спортсменів світового рівня, серед яких найбільш відомі Яна Піттман і Лорен Гьюітт.